# ショウ・ミー
「ショウ・ミー」(Show Me) は、カバー・ガールズのデビューシングル。1987年に発表された。
日本ではオリコン洋楽シングルチャートで1987年11月16日付から12週連続1位を獲得した。
1987年に森川由加里が「SHOW ME」として日本語詞でカバーしてシングルをヒットさせたのを初め、様々なアーティストにカバーされている。

## 森川由加里によるカバー
森川由加里の通算2枚目のシングル。1987年10月26日発売。
TBS系のテレビドラマ『男女7人秋物語』の主題歌として起用されて大ヒットした。この曲で1987年日本有線大賞新人賞など数々の音楽賞を受賞しており、名実ともに森川の代表曲である。
当時の好景気に沸く日本の世相を象徴する楽曲として、同じく『男女7人』シリーズ主題歌で前年大ヒットした「CHA-CHA-CHA」とともに、（楽曲の内容とは関係なく）バブリーなお立ち台ディスコや着飾った男女の映像と共にTVで紹介されることも多い。テレビ放送局の人間においてはバブル時代の代表曲として位置づけられているものとみられる。
TBS系『ザ・ベストテン』では、1987年11月19日付で第3位で初登場。その後、翌1988年2月4日付の第8位まで、10位以内に合計11週間ランクインされる。第2位には5週間、第3位にも5週間ランクされるが、第1位獲得はならなかった。
カップリング曲の『眠らないままで』は、シンディ・ローパーが1984年に発表した『All Through The Night』のカバーである。
テレビ東京系アニメ・ジュエルペット サンシャイン14話「ドキドキ花火でイェイッ！」で挿入歌として使われた。
2018年には、創味食品の「創味シャンタン」CMで、サビの「SHOW ME」を「ソーミー」と歌った、替え歌が使用されている。

### 収録曲
1. SHOW ME
（作詞・作曲：A.Tripoli、T.Moran、A.Cabrera、B.Khozouri　日本語詞：森浩美　編曲：船山基紀）
  - TBS系テレビドラマ『男女7人秋物語』主題歌
  - 2006年、Miもカバーした
2. 眠らないままで
（作詞・作曲：JULES SHEAR　日本語詞：森浩美　編曲：船山基紀）

### 収録アルバム
- 『SHOW ME』（#1）
- 『SHOW ME AGAIN』（#1、#2）
- 『青春歌年鑑 1987 BEST30』（#1）
- 『kiss 〜dramatic love story〜』（#1）
- 『ゴールデン☆ベスト 森川由加里』（#1）
- 『秋歌』 - 秋がテーマの音楽を集めたコンピレーション・アルバム（#1）
- 『J-COVER 80' Dance & Ballad』- 1980年代の洋楽の日本語カヴァーを集めたコンピレーション・アルバム（#1, #2）

## その他のカバー
- 麻衣 - 1987年9月21日、テイチクエンタテインメントからシングル発売。B面は「TAKE ME FOR A LOVE」。
- 長山洋子 - 1988年3月9日、ビクター音楽産業から発売された洋楽カバー・アルバム『トーキョー・メニュー』に収録。日本語詞：篠原仁志、編曲：鷺巣詩郎。